# جيمس في. كارمايكل
جيمس في. كارمايكل هو سياسي أمريكي، ولد في 2 أكتوبر 1910 في مقاطعة كوب في الولايات المتحدة، وتوفي في 28 نوفمبر 1972 في ماريتا في الولايات المتحدة.